# Pacto Ibérico (1942)
El Pacto Ibérico de 1942 fue un acuerdo firmado en febrero de ese año, por España y Portugal. El tratado rubricado entre Francisco Franco y António de Oliveira Salazar, que buscaba la no agresión entre ambas naciones, dio nacimiento al llamado Bloque Ibérico. Permaneció en vigor hasta 1978, año en el que entró en vigor el Tratado de Amistad y Cooperación entre España y Portugal de 1977.

## Precedentes
El origen inmediato del acuerdo es un tratado de amistad y no agresión que fue rubricado el 18 de marzo de 1939 en Lisboa entre Salazar, y el embajador del bando franquista en Portugal, Nicolás Franco, en un contexto de clara inestabilidad nacional e internacional para ambas naciones (Franco aún no había ganado la guerra, la Segunda Guerra Mundial era inminente, Portugal no estaba en una buena situación económica...).
Las relaciones de España y Portugal en los años previos no habían sido buenas, puesto que la Segunda República Española rechazaba el régimen salazarista del Estado Novo y éste, a su vez, no dudó en prestar apoyo a las tropas sublevadas contra el gobierno español como medio para eliminar un enemigo directo.

## El acuerdo
El Pacto Ibérico, firmado en febrero de 1942, fue un tratado fundamentalmente de carácter militar y territorial, en el que se dejaba clara la aceptación por parte de lusos y españoles de las fronteras existentes. El objetivo era pacificar la península, no solo evitando un conflicto directo entre España y Portugal sino asegurando la negación de apoyo a una tercera potencia en caso de agresión a una de estas. También se buscaba la neutralidad en la Segunda Guerra Mundial, pues la situación de ambos países era nefasta de por sí y no hubieran podido soportar entrar en el conflicto.
Además de esos intereses generales, cada potencia buscaba acuerdos concretos. Por un lado, Portugal deseaba mantener sus colonias en África, y por tanto disipar cualquier tipo de pretensión imperialista futura española. Por otro, España quería asegurarse que no hubiese ningún apoyo a los republicanos, y tratar de sustituir a Gran Bretaña en el papel de influencia que ésta ejercía sobre Portugal.

## Período de vigencia
El acuerdo se mantuvo durante todo el franquismo y el salazarismo, pues era favorable para ambos estratégicamente hablando. Sin embargo, en 1978, tras la instauración de regímenes democráticos en ambos países, se sustituyó por un tratado de amistad y cooperación, ya carente del enfoque militar que tenía el acuerdo original.